# Voice (programma televisivo)
Voice era un programma televisivo di approfondimento del 2006 di MTV Italia condotto da Camila Raznovich. In ogni puntata veniva trattato un argomento di attualità diverso.
Nella prima edizione (andata in onda dal 1º al 18 dicembre) i temi che sono stati trattati furono: AIDS, integrazione, Tecnologie.